# Drobie
Die Drobie ist ein Fluss in Frankreich, der im Département Ardèche in der Region Auvergne-Rhône-Alpes verläuft. Ihr Quellbach Ruisseau de Femme Morte entspringt in den nördlichen Ausläufern der Cevennen, im Regionalen Naturpark Monts d’Ardèche, im Gemeindegebiet von Montselgues. Die Drobie entwässert generell in südöstlicher Richtung und mündet nach rund 23 Kilometern an der Gemeindegrenze von Saint-André-Lachamp und Beaumont als rechter Nebenfluss in die Beaume.

## Orte am Fluss
- Sablières
- Saint-Mélany

## Sehenswürdigkeiten
Sie ist ein landschaftlich schöner Wildfluss der Cevennen, der teilweise durch tiefe, wildromantische Schluchten fließt. In trockenen Sommern fließt kaum Wasser durch das Flussbett.

## Flora und Fauna
Die Ufer sind geprägt von Erlen, Weiden und immergrünen Strauchgewächsen. Wasserpflanzen finden sich in dem klaren, meist schnell fließendem Wasser kaum. Der Biber hat sich in den Karsthöhlen am Ufer einen idealen Lebensraum zurückerobert. Als markante Wasservögel trifft man den Graureiher an. Der Gänsegeier zieht auf der Suche nach Nahrung durch das Tal.